# Trolejbusy w Bydgoszczy
Trolejbusy w Bydgoszczy – niezrealizowany pomysł wprowadzenia komunikacji trolejbusowej w Bydgoszczy.
W czasie II wojny światowej, gdy Bydgoszcz znajdowała się pod kontrolą Niemców okupant podjął decyzję o budowie linii trolejbusowej z Lotniska przez ulice: Szubińską, Poznańską, Wały Jagiellońskie, Bernardyńską, 3 Maja, Krasińskiego oraz Gdańską do pętli Os. Gdańskie (Os. Leśne). Inwestycję rozpoczęto w 1943 roku od postawienia słupów trakcyjnych i rozwieszenia na sporym odcinku sieci trakcyjnej. W roku 1944 sprowadzono z Mannheimu 4 trolejbusy, a otwarcie linii trolejbusowej zaplanowano na 27 stycznia 1945.
Plan uruchomienia komunikacji trolejbusowej został porzucony po wkroczeniu do miasta Armii Czerwonej. Podczas wjazdu wojsk zostało zerwane ponad 80% sieci trakcyjnej, w związku z czym zaniechano odbudowy linii, a tabor został na początku stycznia przeniesiony do Gdańska.
Pozostałości po sieci trakcyjnej posłużyły do budowy linii tramwajowej, oprócz resztek przewodów wykorzystano także charakterystyczne proste, okrągłe słupy trakcyjne zwieńczone stożkowym daszkiem oraz haki do mocowania przewodów znajdujące się na budynkach. Obecnie po niedoszłej linii trolejbusowej zachowało się jedynie kilka słupów oraz parę haków mocujących na starych kamienicach.
Znajdujący się przy ul. Wały Jagiellońskie jeden z zachowanych w pierwotnej lokalizacji słupów trakcyjnych w związku z budową buspasa w r. 2018 został przeniesiony jako pamiątka przeszłości do Exploseum. Zachowane zostaną także słupy wykorzystane w l. 50. na pętli tramwajowej Babia Wieś. W 2019 zostały przeznaczone do wymiany, jednak po interwencji miejskiego konserwatora zabytków pozostawiono je jako pamiątki przeszłości. Producentem tych słupów była firma Dywidag, która wykonywała również słupy dla D.A.G. Bromberg, m.in. te stanowiące części instalacji pary wodnej. 